# 싼산구
싼산구(한국어: 삼산구, 중국어: 三山区, 병음: Sānshān Qū)는 중화인민공화국 안후이성 우후 시의 현급 행정구역이다. 넓이는 276km2이고, 인구는 2007년 기준으로 140,000명이다.

## 행정 구역
3개 가도, 1개 진을 관할한다.
- 가도변사소: 保定街道, 龙湖街道, 三山街道.
- 진: 峨桥镇.